# 绍德方丹 (杜省)
绍德方丹（法語：Chaudefontaine，法語發音：[ʃodfɔ̃tɛn]）是法国杜省的一个旧市镇，属于贝桑松区。2018年，绍德方丹与市镇马尔绍合并为新市镇马尔绍-绍德方丹。

## 地理
绍德方丹（47°20'23"N, 6°9'35"E）面积6.33 平方千米，位于法国勃艮第-弗朗什-孔泰大區杜省，该省份为法国东部内陆省份，北起上索恩省，西接汝拉省，东部及东南部与瑞士接壤，东北部与贝尔福地区省接壤。
与绍德方丹接壤的市镇（或旧市镇、城区）包括：里涅、蒙塞、普利涅-吕桑、沃尼斯、沙蒂永吉约特。
绍德方丹的时区为UTC+01:00、UTC+02:00（夏令时）。

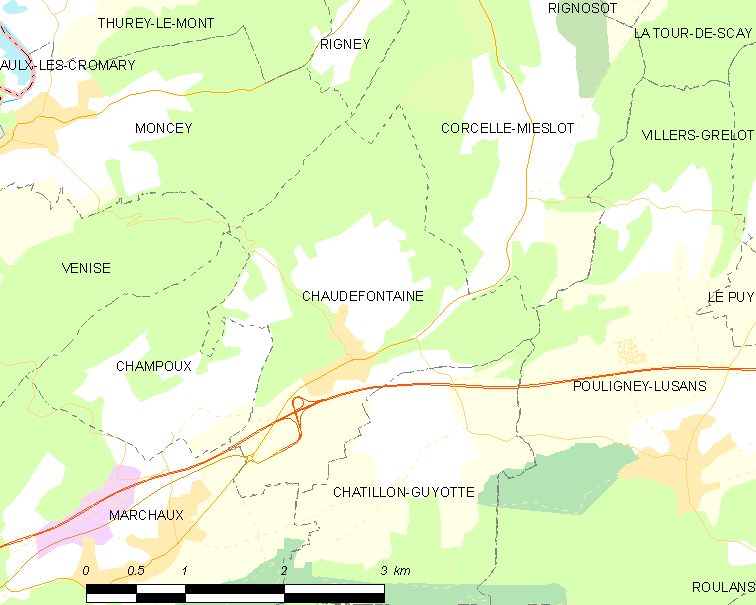
绍德方丹的OSM定位图

## 行政
绍德方丹的邮政编码为25640，INSEE市镇编码为25137。

## 政治
绍德方丹所属的省级选区为贝桑松第四县。

## 人口

1962-2008年间绍德方丹人口变化图示

绍德方丹于2015时的人口数量为212人。